# Камен Попдимитров
Проф. Камен Попдимитров е български цигулар, музикален педагог. Професор в Държавната музикална академия. Автор на „Цигулковото изкуство“ и на учебници за обучение по солфеж.

## Биография
- 1904 – на 6 февруари роден във Велико Търново в семейство на учители
- 1912 – семейството се премества в София
- 1924 – завършва Втора мъжка гимназия; посещава като извънреден ученик Музикалната академия – ученик на Тодор Торчанов; свири в оркестъра на Операта
- 1926 – след конкурс заминава на специализация в Париж – учи цигулка при Люсиен Капе, Айо, Жак Тибо. Ученик е на известния музикален педагог Реймонд Тиберж
- 1931 – постъпва като хоноруван преподавател по цигулка в Музикалната академия в София
- 1938 – редовен преподавател по цигулка в Музикалната академия; първи трудове по цигулкова техника и Мисловни дейности в музиката; начало на музикалнопедагогически разработки
- 1945 – доцент по солфеж
- 1950 – професор по солфеж и теория на музиката – оглавява новосъздадена катедра по солфеж и теория на музиката.
- 1992 – умира в София

## Трудове
- 1938: „Табло за тоналностите“
- 1939, 1947: „Цигулковото изкуство“
- 1940: „Музикално-мисловни дейности в обучението“
- 1942: „Музикална ритмика“
- 1942: „Метод за музикално-мисловна техника върху гласова основа“
- 1950, 1955, 1960, 1963, 1966, 1983: „Хайдн, Моцарт, Бетховен – солфежи“, изд. „Наука и изкуство“ (с проф. Константин Константинов)
- 1950, 1952, 1953, 1995: „Солфежи от стари майстори“, изд. „Музика“ (с проф. Константин Константинов)
- 1951, 1976: „Солфежи на разни ключове“, изд. „Наука и изкуство“ (с проф. Константин Константинов)
- 1964: „Солфежи. Мелодии от стари майстори. Музикално-исторически паметници“, изд. „Наука и изкуство“ (с проф. Константин Константинов)
- 1966: „Солфежи – из творчеството на композиторите романтици“, изд. „Наука и изкуство“
- 1969, 1974, 1988: „Солфежи от съвременни чуждестранни композитори“ (със Звезда Йонова), изд. „Музика“

Някои от трудовете и учебните пособия са претърпели по няколко (до седем) поредни издания.
Превежда музикално-педагогическа литература от френски език – за цигулкова техника от Люсиен Капе, по музикална педагогика от Реймонд Тиберж.
В статия за дейността на катедрата „Теория на музиката“ на Националната музикална академия „Проф. Панчо Владигеров“ трудовете на Камен Попдимитров са определени като „основополагащи“.

## Заслуги
- Носител на ордени „Кирил и Методий“ I и II степен.
- „Заслужил деятел на културата“.
- През 1993 г. в София се провежда първият ежегоден „Конкурс по солфеж на името на проф. Камен Попдимитров“.